# Strophaeus
Strophaeus is een geslacht van spinnen uit de familie Barychelidae.

## Soorten
Het geslacht kent de volgende soorten:
- Strophaeus austeni (F. O. P.-Cambridge, 1896)
- Strophaeus kochi (O. P.-Cambridge, 1870)
- Strophaeus pentodon (Simon, 1892)
- Strophaeus sebastiani Miranda & Bermúdez, 2011